# Апије Клаудије Пулхер
Апије Клаудије Пулхер (лат. Appius Claudius Pulcher, до 211. п. н. е.) је био римски војсковођа и конзул 212. п. н. е. Истакао се током Другога пунскога рата. Учествовао је у опсади Сиракузе и опсади Капуе, где је и рањен.

## Истакнута породица
Његов отац Публије Клаудије Пулхер био је конзул 249. п. н. е. и оптуживан је за пораз у бици код Дрепане. Деда Апија Клаудија Пулхера био је истакнути цензор Апије Клаудије Цек. Стриц му је био Апије Клаудије Каудекс, који је започео Први пунски рат. Апије Клаудије Пулхер је отац Апија Клаудија Пулхера, конзула 185. пре н. е, Публија Клаудија Пулхера, конзула 184. п. н. е., Гаја Клаудија Пулхера, конзула 177. п. н. е. и Луција Клаудија Пулхера Немона. Његова ћерка Клаудија удала се за Пакувија Калавија, главнога магистрата Капуе.

## Учешће у бици код Кане
Апије Клаудије Пулхер је 217. п. н. е. изабран за едила. Током 216. п. н. е. као војни трибун учествовао је у бици код Кане. Након катастрофалнога пораза остаци римске војске окупили су се у Канусију и војска је њега и Сципиона Африканца изабрала за врховне команданте. Тек након тога сазнало се да је конзул Гај Теренције Варон успео да се домогне сигурности. Варон је око себе окупио разбијене остатке војске крај Венусије и придружио се онима, који су били код Канусија.

## Претор Сицилије
Апије Клаудије Пулхер изабран је за претора Сицилије 215. п. н. е. Он је отишао на Сицилију са остацима војске поражене код Кане. Била је то војска која је због кукавичлука крај Кане кажњена прогонством на Сицилију до краја Другога пунскога рата. У Сиракузи је у то време дошло до политичке промене. Петнаестогодишњи Хијероним од Сиракузе је 215. п. н. е. наследио свога деду Хијерона II од Сиракузе. Хијерон је био верни римски савезник, а након његове смрти дошло је до поделе у старатељском већу око курса спољне политике. Након погубљења проримски расположенога Трасона долази до промене спољне политике и одлуке да склопе савез са Картагињанима. Ханибал је онда у Сиракузу послао своје изасланике Епикида и Хипократа, Картагињане пореклом из Сиракузе. Апије Клаудије Пулхер је сазнао за та збивања, па је послао изасланике код Хијеронима, са циљем да се обнови уговор између Сиракузе и Рима, али сазнао је да је касно и да је Хијероним прешао на страну Картагињана. Хијероним је кренууо у рат са Римом, да истерује римске гарнизоне са Сицилије, али завереници су га убили у Леонтинију и закратко преузели власт.

## Пропретор
Апије Клаудије Пулхер је остао током 214. п. н. е. на Сицилији као пропретор. Конзул Марко Клаудије Марцел је добио задатак да среди стање на Сицилији. Марцел и Пулхер су заједнички покушавали да помогну проримску фракцију унутар Сиракузе, која је дошла на власт након убиства Хијеронима и краљевске фамилије. Епикид и Хипократ, који су били за савез са Картагином, стицали су унутар Сиракузе све већу подршку. Проримска фракција је отишла на преговоре код Апија Клаудија да склопи десетодневно примирје, а онда и да дискутује о обнови савеза са Римом. Римска флота крај Сиракузе чекала је исход политичкога метежа у Сиракузи. Апије Клаудије је уз помоћ флоте настојао да улије поуздање у проримску фракцију у Сиракузи. Та фракција ослободила се Хипократа пославши га у Леонтини, који је тада тражио помоћ, али пошто је он почео да напада римске савезнике тада је Апије Клаудије Пулхер послао римску војску да штити савезнике. Хипократ је напао и римску војску, па су Марко Клаудије Марцел и Апије Клаудије Пулхер напали и освојили Леонтини. Преувеличане вести о томе како римска војска масакрира у Леонтинију допринеле су паду проримске фракције у Сиракузи и доласку на власт Епикида и Хиперида.

## Опсада Сиракузе
Када су Римљани чули за вести у Сиракузи одмах су из Леонтинија кренули у Сиракузу. Апије Клаудије је послао у Сиракузу изасланике, али једва су умакли. Након тога почела је опсада Сиракузе и са копна и са мора. Апије Клаудије Пулхер је заједно са Марком Клаудијем Марцелом учествовао у опсади Сиракузе. Опсада Сиракузе трајала је све до 212. п. н. е.

## Опсада Капуе
Изабран је за конзула 212. п. н. е. заједно са Квинтом Фулвијем Флаком. Заједнички су опседали Капуу. Два конзула пустошила су територију Капуе, а онда су у једном Магоновом испаду изгубили 1.500 војника. Чекали су појачање да започну општи напад, али појачање је стигло Капуи. Дошао је Ханибал, који је успео да Капуу реши опсаде. Након тога оба конзула су одлучила да раздвоје војску и да се повуку из Кампаније. Циљ им је, према Титу Ливију, био да се Ханибал одвуче од Капуе. Квинт Фулвије Флак је отишао у околину Куме, а Пулхер у Луканију. Ханибал је кренуо за Апијем Клаудијем Пулхером, који је успео да умакне. Пулхер се поново вратио крај Капуе, где су два конзула наставили да опседају Капуу.

## Рањен крај Капуе
При крају године дошао је у Рим да би спровео конзуларне изборе за 211. п. н. е. Остао је током 211. п. н. е. крај Капуе као проконзул, заједно са Квинтом Фулвијем Флаком. Добили су задатак да наставе опсаду Капуе док год је не заузму. Спровели су темељиту опсаду Капуе, па се у граду почела осећати глад. Ханибал је поново покушао да ослободи Капуу опсаде. Приликом Ханибаловога напада Квинт Фулвије Флак се супростављао Ханибалу, а Апије Клаудије Пулхер је требало да спречи испад из Капуе. Док је Апије Клаудије успешно спречавао испад из Капуе дотле је Квинт Фулвије Флак једва успео да спречи Ханибала да са војском освоји римски логор. Пред капијама Капуе Апије Клаудије је током битке против војске из Капуе јуначио своју војску и тада је рањен тешким копљем испод левога рамена. Пошто није успео да Капуу ослободи опсаде Ханибал се повукао из околине Капуе и покушао је да нападом на Рим дигне опсаду Капуе.

## Смрт
Након предаје Капуе Апије Клаудије Пулхер се супростављао намерама Квинта Фулвија Флака да побије све сенаторе из Капуе, па је отишао у Рим, да се тамо одлучи о њиховој судбини. Квинт Фулвије Флак је искористио прилику и погубио је све преживеле сенаторе Капуе, не чекајући одлуку Рима. Становништво Капуе је продано у робље. Кратко време након предаје Капуе Апије Клаудије Пулхер је умро од последица рањавања.